# 84 Клио
84 Клио (лат. 84 Klio) је астероид главног астероидног појаса. Приближан пречник астероида је 79,16 km, 
а средња удаљеност астероида од Сунца износи 2,361 астрономских јединица (АЈ). 
Инклинација (нагиб) орбите у односу на раван еклиптике је 9,334 степени, а орбитални период износи 1325,580 дана (3,629 године). Ексцентрицитет орбите астероида износи 0,236. 
Апсолутна магнитуда астероида износи 9,32 а геометријски албедо 0,052.
Астероид је откривен 25. августа 1865. године.